# The Reverend Peyton's Big Damn Band
The Reverend Peyton's Big Damn Band es un trío estadounidense de country blues originario del Condado de Brown (Indiana). Suelen actuar más de 250 días al año, en lugares que van desde bares hasta festivales. Han lanzado nueve álbumes y un EP hasta el año 2019. El 5 de octubre de 2018 lanzaron su nuevo disco Poor Until Payday en el sello de su propiedad, Family Owned Records.

## Miembros
- Reverendo J. Peyton - Guitarra, voz principal y compositor principal

En el escenario, toca una guitarra herrumbrosa National de 1930 con caja de acero, una guitarra National Trojan Resonator con caja de madera de 1934 y una reproducción de 1994 de una acústica Gibson de 1929. Recientemente ha agregado una guitarra de caja de puros de tres cuerdas a su colección escénica. No usa ningún equipo externo más que una caja de interruptores de tres entradas entre sus guitarras y el amplificador. Es un destacado defensor de la técnica del punteo con los dedos de guitarra, tocando la línea de bajo de las canciones con el pulgar mientras interpreta simultáneamente la melodía, la melodía de una canción diferente o una ronda con los dedos.
- "Tabla de lavar" Breezy, "La señorita Elizabeth del Country Blues"[7] Peyton - Tabla de lavar

Elizabeth toca la tabla de lavar con guantes de trabajo sobre los que se coloca unos dedales. Su estilo de manejar el instrumento es agresivo, y prender fuego a la tabla en el escenario se ha convertido en un sello distintivo de la reputación de la banda de espectáculos en vivo de alta energía. Las tablas de lavar utilizadas en el escenario están disponibles para su venta entre otros productos relacionados con sus conciertos.
- Max Senteney - Batería

Toca una pequeña batería, aumentada con un cubo de plástico de cinco galones equipado con herrajes para batería. La banda afirma que es la única banda de rock con un contrato de patrocinio (juego de palabras entre "bucket", un cubo de fregar; y "bucket endorsement deal", un contrato de patrocinio).

## Historia
Josh "The Reverend" Peyton nació el 12 de abril de 1981 en Eagletown (Indiana). En 1999 fue elegido rey del baile en la Westfield High School, en Westfield, Indiana. El miembro original y hermano de Rev, Jayme, nació en 1983. Su padre era un albañil que realizaba trabajos ocasionales durante los meses de invierno por dinero extra, desde retirar nieve y cortar leña hasta cazar animales por sus pieles. La primera introducción de Rev Peyton a la música se produjo a través de la colección de discos de rock orientado al blues de su padre, donde figuraban temas de Jimi Hendrix, Neil Young y Bob Dylan. A los 12 años, el padre del reverendo Peyton le regaló una guitarra roja modelo Kay "State of the Art", y más adelante, una vez que aprendió a tocar, se compró un amplificador Gorilla. Un amigo le comentó que el sonido de su guitarra le recordaba al blues, lo que le llevó a interesarse por B. B. King, Muddy Waters y la prima de B. B. King, Bukka White, de donde pasó a aficionarse al "country blues" anterior a la Segunda Guerra Mundial y a su deseo de aprender a tocar punteando con los dedos como Charlie Patton. En aquella época no pudo dominar este estilo, y en su lugar se dedicó a tocar blues orientado a utilizar una púa para pulsar las cuerdas.
La mañana siguiente a una fiesta después de su graduación de la escuela secundaria, sufrió un dolor insoportable en las manos. Los médicos le dijeron que nunca más podría sostener su mano izquierda empuñando el mástil de una guitarra. En ese momento, dejó la música y pasó un año trabajando como recepcionista en un hotel. Durante el período en el que no podía tocar físicamente la guitarra, pasó horas imaginándose que lo hacía.
Finalmente, Peyton buscó otro consejo médico. El Indiana Hand Center operó su mano izquierda quitando una masa de tejido cicatricial, obteniendo flexibilidad de nuevo y un mayor control en su mano, lo que le permitió tocar con el estilo de "dedos" que durante mucho tiempo no había llegado a dominar. Mientras se recuperaba de la cirugía, el reverendo Peyton conoció a Breezy, a quien le mostró la música de Charley Patton, mientras que ella le puso el álbum de Jimbo Mathus titulado Plays Songs For Rosetta, un homenaje a su cuidadora de la infancia, la hija de Patton, Rosetta. Su primera cita fue en la Feria Estatal de Indiana, donde Peyton ganó un animal de peluche al que llamaron "Big Damn Bear", lo que les dio un nombre para su banda.
Breezy se inició en la técnica de obtener ritmos de una tabla de lavar, y la pareja comenzó a escribir sus propias canciones. Un viaje a Clarksdale (Misisipi) les sirvió de inspiración para volver a interpretar música, dando sus primeros conciertos en la Melody Inn Tavern de Indianápolis. La banda tocó en festivales de blues, fueron el grupo principal durante dos noches en el Ground Zero Blues Club (propiedad del actor Morgan Freeman) en Clarksdale, y realizó una gira como telonero de Mary Prankster. Finalmente, un viaje de 40 horas desde Indiana a El Centro (California), para intervenir como teloneros para la Derek Trucks Band y Susan Tedeschi, convenció a la banda de que debía dedicarse a la música y a las giras a tiempo completo. Recibieron una oferta de un sello discográfico de blues, pero descubrieron que en sus conciertosh habían vendido más copias de su CD impreso de forma independiente "The Pork'n'Beans Collection", de lo que el sello había logrado vender de cualquiera de sus otros artistas. Breezy y Josh se casaron el 14 de junio de 2003.
The Big Damn Band desde entonces ha estado de gira constantemente por los Estados Unidos, Canadá y Europa, ganando popularidad e incrementando las ventas de sus álbumes.
En septiembre de 2007, el baterista Jayme Peyton no pudo entrar en Canadá para tocar en un concierto, debido a una antigua "imprudencia juvenil". Su hermano y su cuñada tuvieron que dejarlo en una estación de autobuses de la compañía Greyhound para ir a tocar ese día con el baterista sustituto local Josh Contant. Jayme sería arrestado como vagabundo, pese a esconderse en el bosque cercano a la parada.
La banda sobrevivió a la partida del miembro fundador Jayme Peyton en diciembre de 2009, reemplazado por Aaron 'Cuz' Persinger, quien debutó en el espectáculo anual de bienvenida en Indianápolis en el Vogue Theatre. Persinger a su vez fue reemplazado por Ben 'Bird Dog' Bussell.
Rev Peyton ha sido nombrado Coronel de Kentucky, la máxima recompensa honorífica que se otorga en ese estado.
En junio de 2008, firmaron con SideOneDummy Records, con sede en Los Ángeles, un sello que compartían con Flogging Molly. Lanzaron el disco The Whole Fam Damily el 5 de agosto de 2008 a través del sello, y entró en el Billboard Blues Chart en el # 4. Lanzaron tres álbumes adicionales con SideOneDummy: The Wages, Payton on Patton y Between The Ditches.
El 18 de septiembre de 2014, la banda anunció que firmaba con el recientemente revivido sello Yazoo Records de Shanachie Entertainment, que anteriormente se había especializado en reediciones. El sello anunció que "El lanzamiento de este álbum marca la primera vez que un artista contemporáneo se lanza en Yazoo". Su álbum So Delicious fue lanzado el 17 de febrero de 2015.
Una vez desligada del sello Yazoo, la banda lanzó The Front Porch Sessions el 10 de marzo de 2017 en el sello Thirty Tigers, debutando en el número 1 en la lista de iTunes Blues y en el número 2 en la lista de Billboard Blues.

## Giras
The Big Damn Band toca más de 250 días al año, predominantemente en los Estados Unidos, Canadá y Europa. La banda continúa agregando más citas internacionales a su agenda de giras cada año. La mayoría de las veces son cabeza de cartel, pero se han abierto a una mezcla ecléctica con otros artistas y han tocado en los principales festivales a nivel nacional e internacional, incluidos Glastonbury, Bonnaroo, Warped Tour, Telluride y muchos otros. Sus giras de 2007 y 2008 incluyeron colaboraciones con el grupo de punk celta Flogging Molly, con la banda de bluegrass progresivo Hot Buttered Rum y con la Dirty Dozen Brass Band.
En 2009, hicieron una gira como teloneros de Clutch, un extenso periplo por Europa y comenzaron su relación con el Van's Warped Tour, tocando en 12 ocasiones en 2009 en el escenario de Kevin Says, participando en el 2010 Van's Warped Tour completo, en el escenario de Alternative Press. Su canción Clap Your Hands está en el disco uno del CD recopilatorio del Warped Tour 2010. Recibieron el premio a la Mejor Banda del Warped Tour, según la votación realizada entre los equipos, las bandas y los promotores.
La banda ha tocado en otros festivales, como el Rooster Walk, Austin City Limits, Telluride y el Festival Bonnaroo el 9 de junio de 2011. También han tocado en festivales y concentraciones de aficionados al blues en Italia, Suiza y Austria, y pasaron el otoño de 2011 de gira por Europa.
La banda tocó en el Sturgis Motorcycle Rally 2011 durante cinco noches consecutivas, del 7 al 11 de agosto en el Full Throttle Saloon de Dakota del Sur, el "bar para motociclistas más grande del mundo", que solo abre diez días al año.
El 6 de marzo de 2013 lanzaron otra nueva gira, el Big Damn Blues Revolution Tour, con Jimbo Mathus y el ganador del Grammy Alvin Youngblood Hart en la localidad de Columbia, Misuri.

## Apariciones en los medios
La Big Damn Band del reverendo Peyton ha aparecido en Sirius Satellite Radio, ha tocado en múltiples presentaciones en la conferencia de música South by Southwest y ha sido el invitado musical en Whad'Ya Know? De Michael Feldman. Su música aparece en la galardonada película Mississippi Cold Case del documentalista canadiense David Ridgen. Su canción "Your Cousin's On Cops" les permitió protagonizar un concierto como banda de garaje en un programa especial de Jerry Springer. En 2008, la banda participó en el festival de motocicletas Bikes, Blues and Barbecue en Fayetteville, Arkansas.
La banda apareció en una historia de portada de la edición de abril/mayo de 2009 de la revista Blues Review y ha intervenido en un producción de la CNN.
El 10 de enero de 2013, el periódico Indianapolis Star informó que la banda había prestado cuatro canciones para la serie Shameless de la cadena de televisión por cable estadounidense Showtime. La primera canción se utilizó en la banda sonora del octavo episodio de la tercera temporada, que se estrenó el 10 de marzo de 2013. Su canción Something For Nothing aparece en el álbum de la banda sonora de la serie, lanzado el 15 de abril de 2014.
Un vídeo en el que el Rev Peyton tocaba una guitarra de tres cuerdas fabricada con una escopeta del calibre 12 por el nativo de Indiana Bryan Fleming, se volvió viral y obtuvo decenas de millones de visitas y menciones en programas de televisión por cable. Fue descrito por el sitio web satírico The Onion en su "¡Gran trabajo, Internet!", donde figura como "la cosa más estadounidense jamás hecha". Peyton toca el instrumento, suelta el seguro, apunta a una jarra llena de agua, dispara y luego termina la canción con una carcajada.
En octubre de 2016, la banda comenzó su podcast Hard Times and Weirdness, mostrando sus aventuras en la carretera. https://hardtimesandweirdness.libsyn.com
El tema de apertura del podcast Big O and Dukes Show es "Clap Your Hands". El 25 de abril de 2017, la Big Damn Band del reverendo Peyton interpretó la canción en vivo en los estudios de Big O y Dukes.
En 2019, su álbum Poor Until Payday fue nominado al Blues Music Award de la Blues Foundation como Mejor Álbum de Blues Rock. Peyton dirigió la entrega de premios en la final del All-Star Jam.

## Discografía
- The Pork'n'Beans Collection
- Voodoo Cock EP
- Big Damn Nation
- The Gospel Album
- The Whole Fam Damnily
- The Wages
- Peyton on Patton
- Between the Ditches
- So Delicious
- The Front Porch Sessions
- Poor Until Payday